# Sergej Sazonov

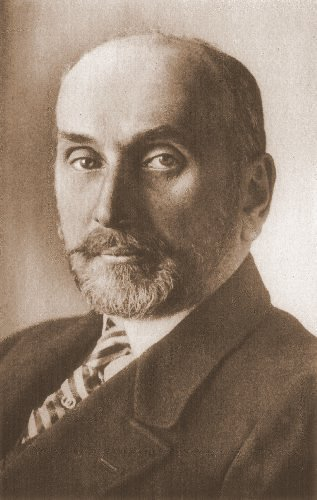
Sergej Sazonov

Sergej Dimitrijevitj Sazonov (ryska: Сергей Дмитриевич Сазонов), född 10 augusti (gamla stilen: 29 juli) 1860 i guvernementet Rjazan, död 24 december 1927 i Nice, var en rysk diplomat och politiker.
Sazonov inträdde 1883 på diplomatbanan som kanslitjänsteman i ryska utrikesministeriet, blev 1887 förste sekreterare där och 1890 ambassadsekreterare i London, var 1894–1904 sekreterare vid ryska legationen vid Vatikanen, 1904–06 ambassadråd i London och 1906–09 rysk ministerresident vid Vatikanen. Han utsågs 1909 till förste adjoint åt utrikesministern Aleksandr Izvolskij och blev i oktober samma år dennes efterträdare, i vilken egenskap han kort därpå åtföljde tsaren till dennes möte med kejsar Vilhelm II i Potsdam.
Sazonov hade från sin tjänstetid i London bevarat stark sympati för Storbritannien och ansågs till sin allmänna politiska läggning vara moderat "västerländsk", men påverkades samtidigt i sin utrikespolitik ganska mycket av de starka nationalistiska och panslavistiska stämningarna i Sankt Petersburgs tongivande kretsar. Personligen sannolikt av ganska fredlig läggning, verkade han under Balkankrigen 1912–13 med framgång för avvärjandet genom en kompromissuppgörelse av faran för utbrottet av ett stormaktskrig, och under de förhandlingar, som omedelbart föregick första världskrigets utbrott 1914, ansågs han inte tillhöra de stridslystnare bland Rysslands ledande män. Under kriget framhöll han i sina utrikespolitiska exposéer tid efter annan med särskilt eftertryck Rysslands behov av en tryggad utfartsväg till Medelhavet genom Dardanellerna samt gjorde sig till tolk för den i Ryssland rådande starkt tyskfientliga stämningen.
Sazonov avgick den 23 juli 1916 som utrikesminister. Hans nödtvungna avgång föranleddes närmast av några ministerkollegers meningsskiljaktighet med honom i den polska frågan, där han förgäves påyrkade otvetydiga löften åt polackerna om mycket vittgående autonomi. Verkliga orsaken till hans fall var emellertid att söka i ränker bland reaktionära kretsar, vilka genom kejsarinnan påverkade den vankelmodige tsaren. Frankrikes och Storbritanniens ambassadörer i Sankt Petersburg försökte förgäves genom telegrafiska hänvändelser till tsaren hindra hans avskedande. Efter greve Aleksandr Benckendorffs död i januari 1917 utsågs Sazonov till rysk ambassadör i London, men utnämningen återkallades i juni samma år av provisoriska regeringen, innan han hade hunnit tillträda denna post.
Sazonov sändes 1918 av general Anton Denikins motrevolutionära regering som dess ombud till Paris, anlitades 1918–19 av Aleksandr Koltjaks regering som ledare av dess utrikespolitik och vistades sedermera i Frankrike. Sommaren 1912 åtföljde Sazonov tsaren vid dennes möte med kung Gustaf V i finländska skärgården.

## Utmärkelser
- Riddare av Serafimerorden, 5 juli 1912.[1]